# Церковь Сан Пабло (Вальядолид)
Церковь Сан Пабло — церковь и бывший женский монастырь, в стиле исабелино в городе Вальядолид, в регионе Кастилия и Леон, Испания.
Считается одним из символов города.
Короли Филипп II и Филипп IV были крещены в этой церкви. Также её посетил Наполеон. 

## История
Церковь была построена по заказу кардинала Хуана де Торквемады между 1445 и 1468 годами.
Впоследствии церковь обновлялась и расширялась вплоть до 1616.

Строительство церкви было поручено кардиналом Торквемадой на смену существовавшей церкви, которая имела балочное перекрытие и была расположена рядом с Доминиканским монастырём, который был основан в 1270 году. После смерти Торквемады епископ Алонсо де Бургос финансировал строительство обходной галереи, трапезной и украшение нижних ярусов фасада, а также прилегающее здание коллегии Сан-Грегорио с его погребальной часовней. Мастера, работавшие в церкви в этот период, были испанскими фламандцами — Хуан Гуас и Симон де Колонья. Около 1550 года, кардинал Хуан Гарсия Лоайса, исповедник императора Карла V, построил ризницу, покрытую куполом, украшенным звёздами, гербами, орденами Доминиканских святых. Неф перекрыт крещатым сводом, поддерживаемых консолями в стиле ренессансной архитектуры, добавленные около 1540 года.

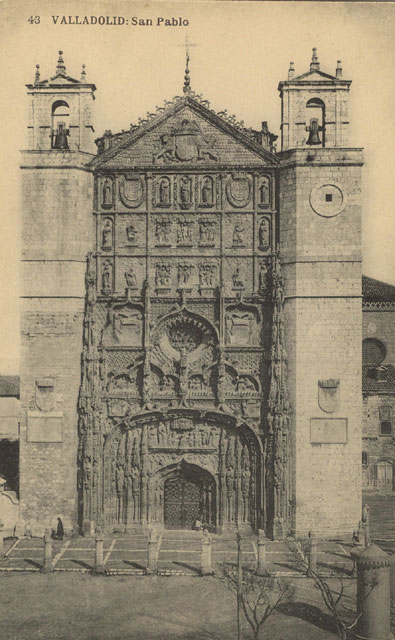
Старая открытка с изображением церкви
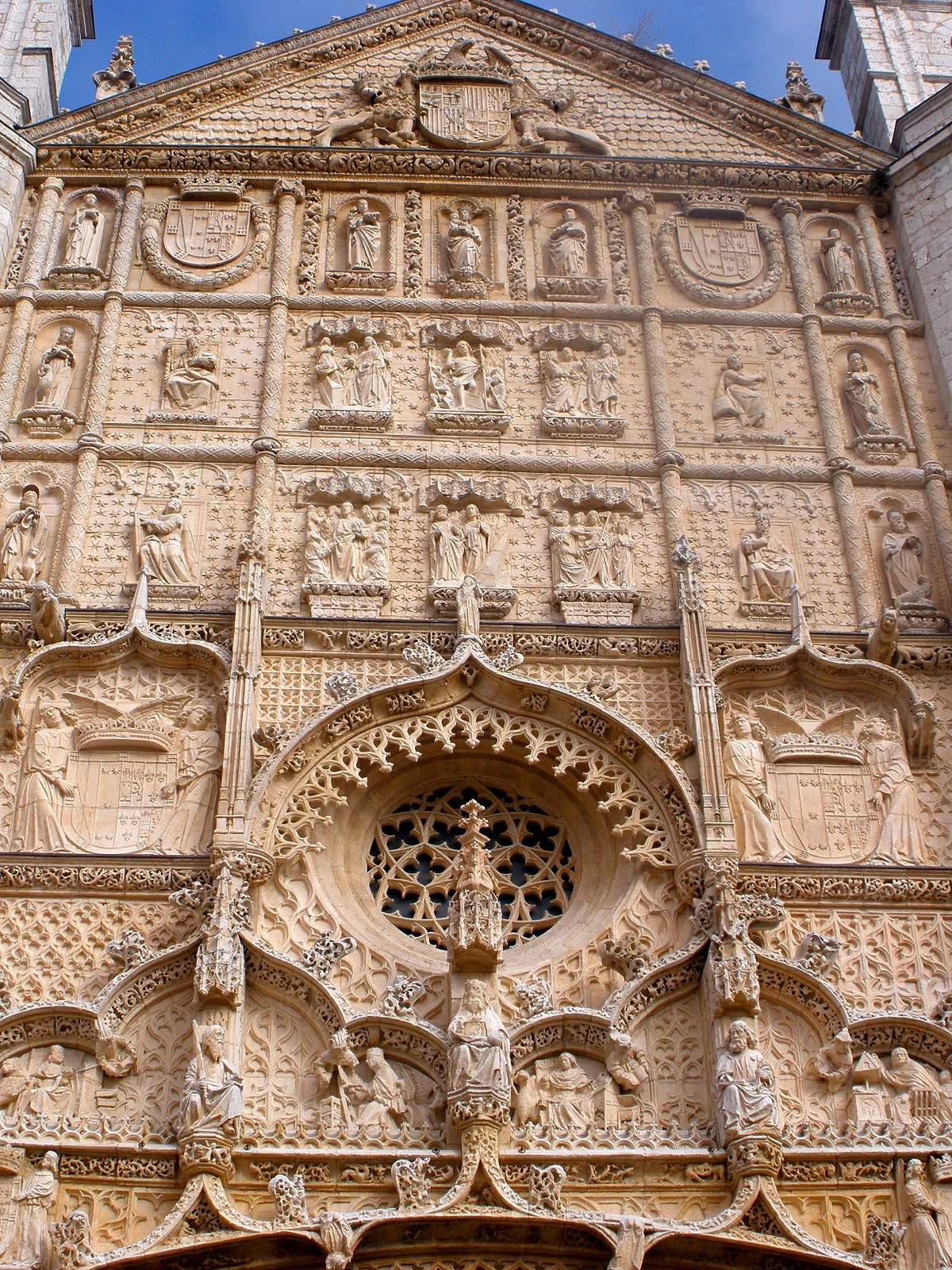
Верхние ярусы фасада
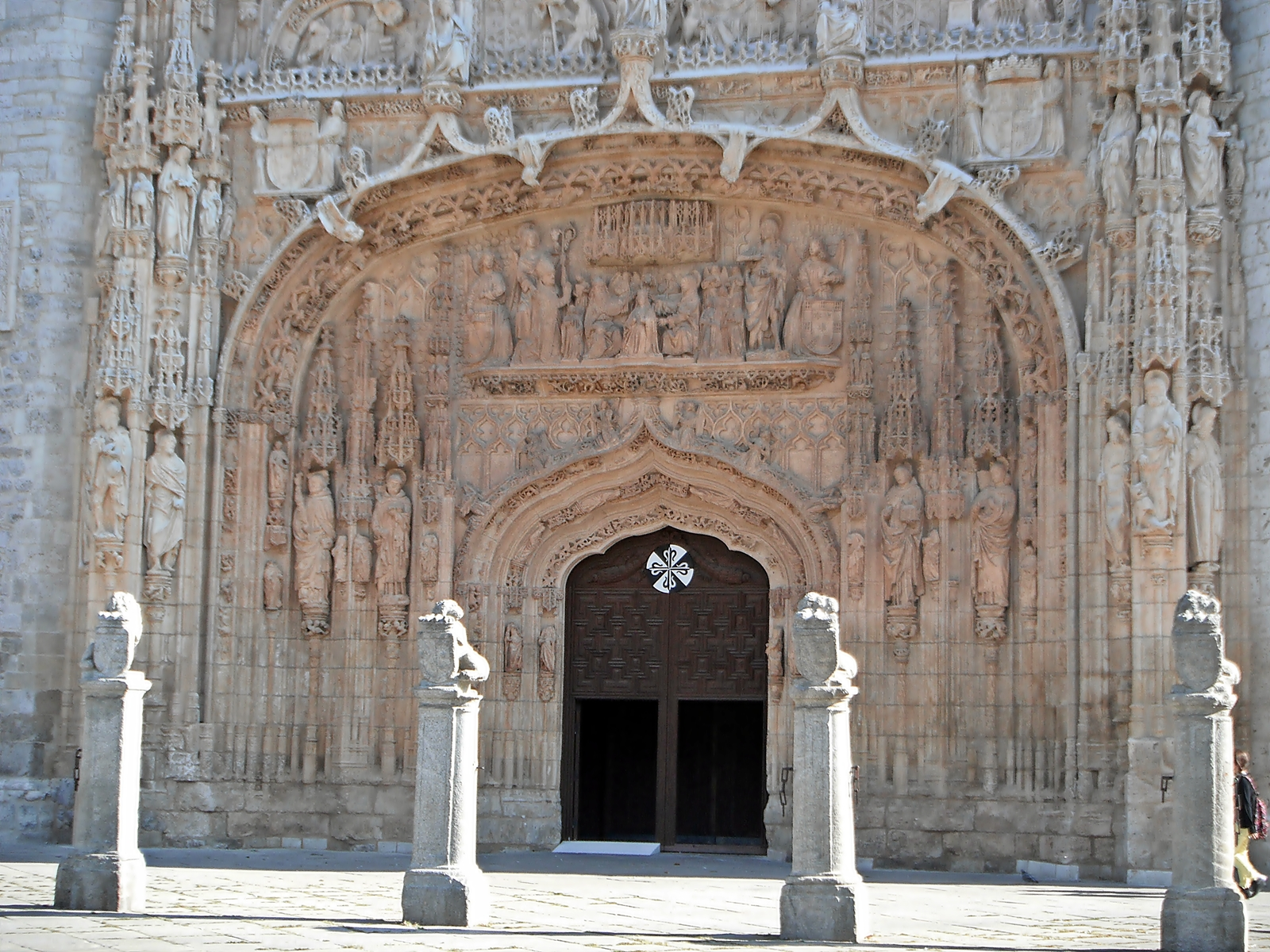
Портал входа
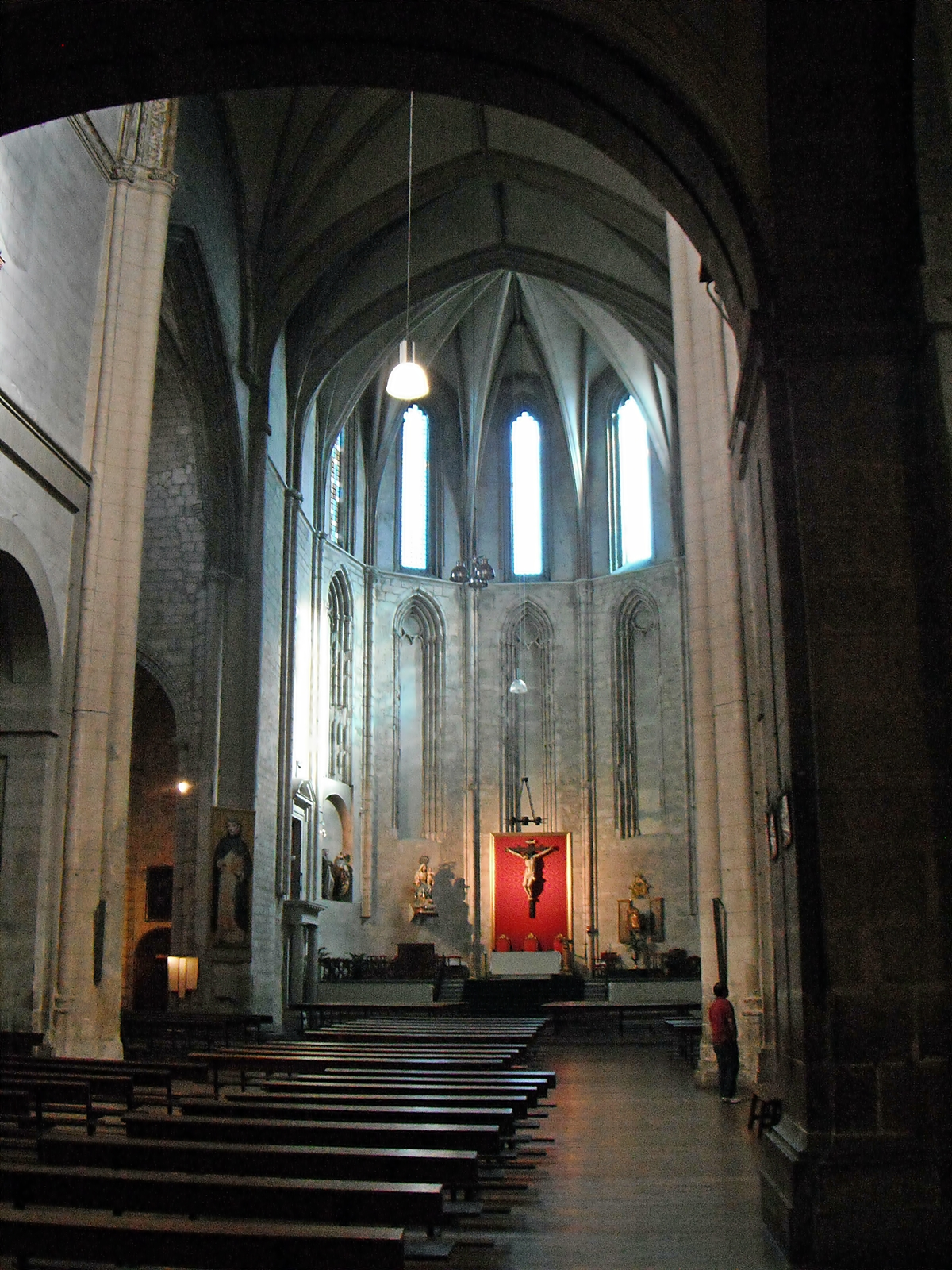
Апсида, алтарь, хор и неф.
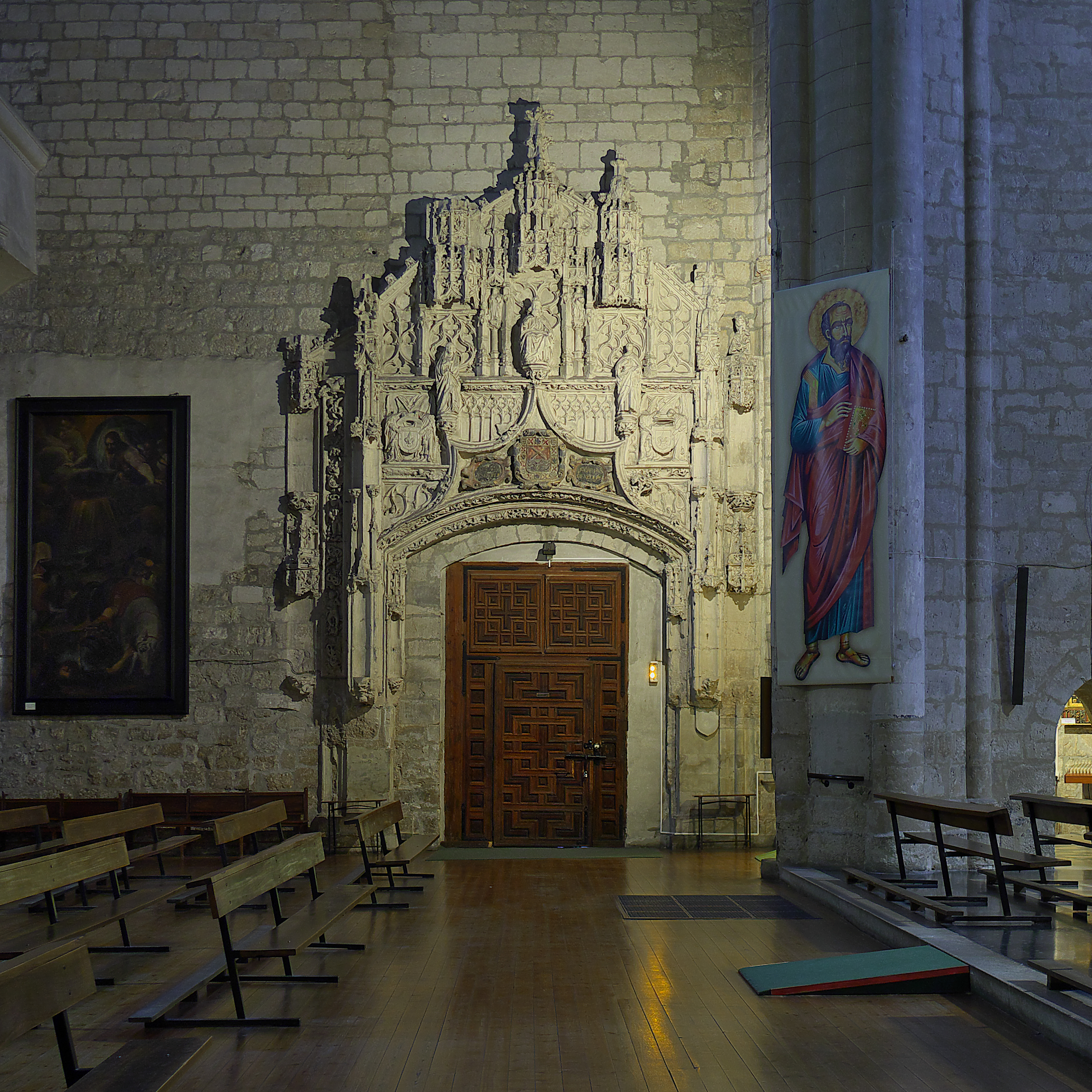
Portada del Evangelio внутри церкви